# 恩根内駅
恩根内駅（おんねないえき）は、北海道中川郡美深町字恩根内にあった北海道旅客鉄道（JR北海道）宗谷本線の駅（廃駅）である。電報略号はネイ。事務管理コードは▲121827。駅番号はW57。

## 歴史
当駅は利用が僅少であるとして、一度は2021年（令和3年）3月での廃止が計画されていたが、地元住民の運動により、美深町が維持管理費用を負担して存続していた。しかし、2024年（令和6年）3月のダイヤ改正で廃止された。

### 年表

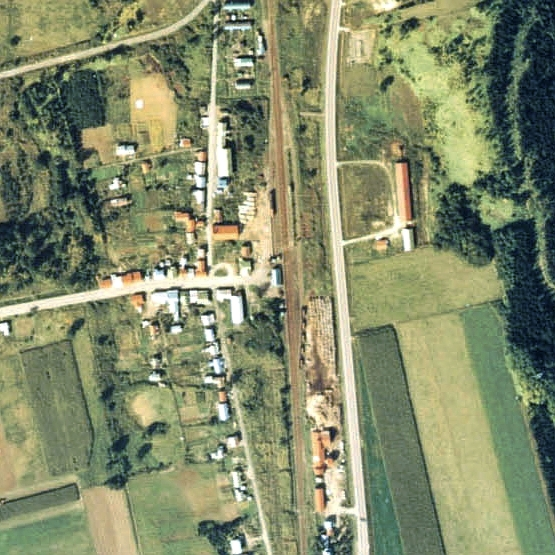
1977年の恩根内駅と周囲約500m範囲の状況。上が稚内方面。千鳥式ホーム2面2線と副本線。駅舎横の稚内側に貨物積卸場と引込線。駅裏にストックヤード。

- 1911年（明治44年）11月3日：鉄道院天塩線名寄駅 - 当駅間開業に伴い開設[3][4]。一般駅[1]。
- 1912年（大正元年）11月5日：当駅 - 音威子府駅間延伸開業[5]。
- 1949年（昭和24年）6月1日：日本国有鉄道に移管。
- 1982年（昭和57年）11月15日：貨物取り扱い廃止[1]。
- 1984年（昭和59年）
  - 2月1日：荷物取り扱い廃止[4]。
  - 11月10日：出札・改札業務廃止[6]（連査閉塞運転要員はそのまま配置）[新聞 5]。
- 1986年（昭和61年）
  - 11月1日：電子閉塞化の際、無人駅化[新聞 6][新聞 7]。無人化前は職員2人配置だった[新聞 7]。列車交換設備を撤去。
  - （時期不詳）：無人化後、木造駅舎を解体し、車掌車が駅舎として転用され貨車駅舎となる[7][8]。

- 1987年（昭和62年）4月1日：国鉄分割民営化により、北海道旅客鉄道（JR北海道）の駅となる[1]。
- 1993年（平成5年）12月：現在の駅舎（待合室）が落成[7][9][10]。
- 2019年（令和元年）12月3日：JR北海道が沿線自治体に対し、宗谷本線活性化推進協議会を通じて当駅含む宗谷本線の29駅[注釈 1]について、自治体による維持管理もしくは費用負担による存続か、2021年（令和3年）3月での廃止かの方針を2020年3月までに報告するよう要請[新聞 8]。
  - 美深町は以前から光熱費や管理費など毎年約50万円を支出しており、駅を存続させる場合にはJR北海道の試算でさらに年間204万円が必要とされた[新聞 9]。
- 2020年（令和2年）
  - 3月25日：同日までに美深町が当駅の廃止を容認[新聞 10][新聞 11][新聞 12][新聞 13]。路線バスやスクールバスで代替するとし[新聞 12][新聞 13]、2021年（令和3年）3月のダイヤ改正時の廃止を予定[新聞 1][新聞 12][新聞 13]。
  - 4月：美深町が地元住民に対し、「線路が国道40号とほぼ並行しており、バス転換はさほど難しくはない」として、当駅ほか対象4駅[注釈 2]を全て廃止する意向を説明[新聞 14]。
  - 6月3日：恩根内自治会が「高校生の通学利用が見込まれる」ことを理由として存続要望書を提出[新聞 9][新聞 14][新聞 15][新聞 16]。
  - 7月16日：美深町長山口信夫が恩根内自治会役員と会談[新聞 9][新聞 14][新聞 16]。
  - 7月22日：美深町議会全員協議会が駅存続を了承し、町として存続の方針が決まる[新聞 9][新聞 14][新聞 16]。
    - 維持にあたっては地元住民も除雪や清掃、駅周辺の整備に協力することで、維持費用を年間200万円以内に抑えることになった[新聞 9][新聞 16]。一例として、2023年度（令和5年度）は美深町予算に維持費用名目で173万3千円が計上されているが、その内訳は恩根内自治会への管理業務委託料34万8千円、JR北海道への維持管理負担金124万1千円、光熱水費12万9千円、し尿くみ取り手数料1万5千円であった[新聞 17]。
- 2021年（令和3年）4月：美深町による維持管理に移行[新聞 2][JR北 2][新聞 3]。
- 2023年（令和5年）7月：恩根内自治会が同年実施した存廃についての住民アンケートを基に、同月までに当駅の廃止を容認する旨を、美深町に伝える[新聞 18][新聞 17]。
  - 容認の理由としては、利用者がほとんどいないことや、近年は列車通学生が見込まれないこと、地域住民の高齢化で除雪を含む駅の維持管理が難しいことが挙げられた[新聞 18][新聞 17]。
- 2024年（令和6年）
  - 3月16日：利用者減少とダイヤ改正に伴い、廃止[JR北 1][新聞 19][新聞 4]。
  - 10月下旬 - 11月上旬：待合室の解体作業が行われる[新聞 20]。

### 駅名の由来
当駅の所在する地域名（字名）より。地域名は当駅から見て天塩川対岸の小川のアイヌ語名、「オンネナイ（onne-nay）」〔年取った（←親なる）・川〕に由来する。

## 駅構造
1面1線の単式ホームを持っていた地上駅。無人駅。構内は千鳥配置の相対式2面2線のホームであったが、無人化に伴って駅舎ホーム側への棒線化が行われた。また、手押し式の転車台も設けられ、1960年代まで残存した。このほか、かつて林業が盛んだった頃は、近隣の駅と同様に周辺の山林から切り出された木材の出荷駅としての役割も持ち、稚内方面に向かって左側に木造駅舎とその横の稚内側に荷物積卸場、駅舎と反対側の名寄寄りに貨物積卸場が設けられ、客扱い用に、荷物積卸場へは稚内側から引込線、ホーム外側には貨物積卸用の副本線を有した。
駅舎は有人時代の木造駅舎が解体された後、車掌車改造のものを経て、1993年（平成5年）12月に現在の駅舎（美深町所有）となっていた。

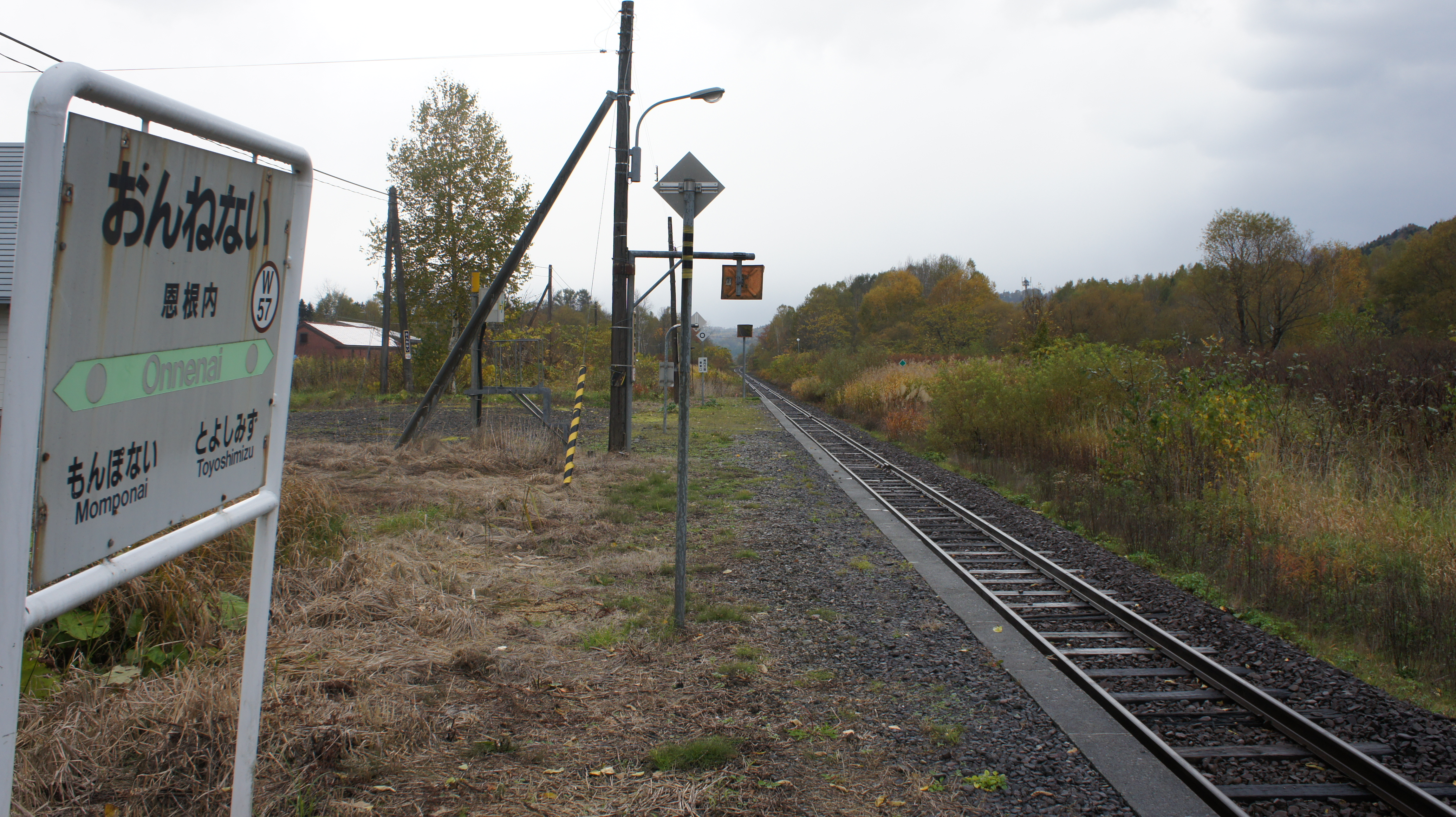
ホーム（2017年10月）
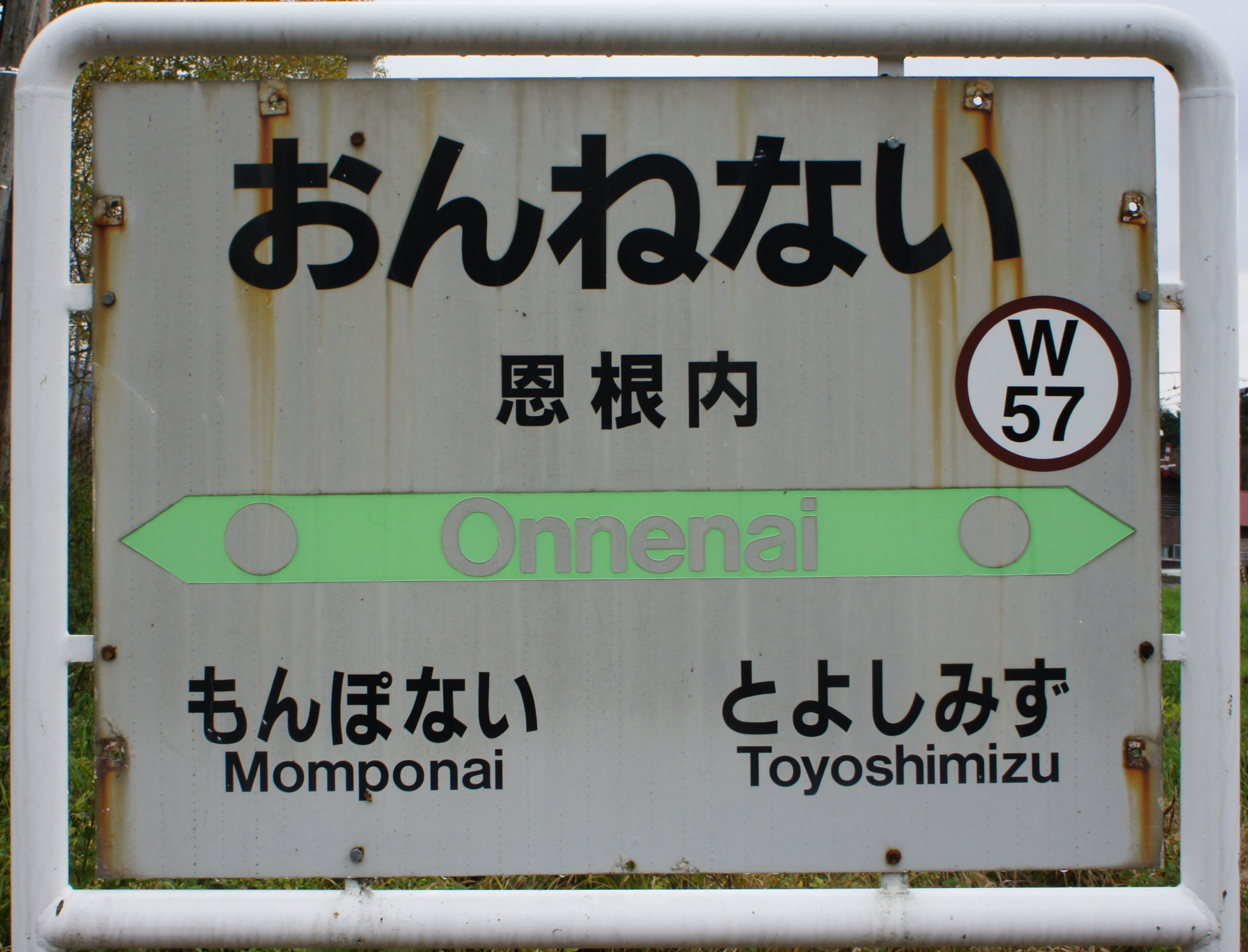
駅名標（2017年10月）

## 利用状況
乗車人員の推移は以下の通り。出典元が「乗降人員」となっているものについては1/2とした値を括弧書きで1日平均乗車人員の欄に示し、備考欄で元の値を示す。
また、「JR調査」については、当該の年度を最終年とする過去5年間の各調査日における平均である。
| 年度               | 乗車人員（人） | 乗車人員（人） | 乗車人員（人） | 出典        | 備考 |
| 年度               | 年間           | 1日平均        | JR調査         | 出典        | 備考 |
| ------------------ | -------------- | -------------- | -------------- | ----------- | ---- |
| 1978年（昭和53年） |                | 74.0           |                | [ 12 ]      |      |
| 2015年（平成27年） |                |                | 「10名以下」   | [ JR北 3 ]  |      |
| 2016年（平成28年） |                |                | 2.8            | [ JR北 4 ]  |      |
| 2017年（平成29年） |                |                | 2.2            | [ JR北 5 ]  |      |
| 2018年（平成30年） |                |                | 1.6            | [ JR北 6 ]  |      |
| 2019年（令和元年） |                |                | 0.8            | [ JR北 7 ]  |      |
| 2020年（令和02年） |                |                | 0.2            | [ JR北 8 ]  |      |
| 2021年（令和03年） |                |                | 0.0            | [ JR北 9 ]  |      |
| 2022年（令和04年） |                |                | 0.0            | [ JR北 10 ] |      |
| 2023年（令和05年） |                |                | 0.2            | [ JR北 11 ] |      |

## 駅周辺
恩根内集落があり、駅開業後は発展により、物資の集散地となった。2020年（令和2年）時点では、駅前には民家が点在し、徒歩5分圏内には、廃校となった旧恩根内小学校を2012年（平成24年）に改装した「アートヴィレッジ恩根内」（下記）がある。
- 国道40号
- 美深町役場恩根内出張所（恩根内センタープラザ内）
- 名寄警察署恩根内駐在所
- 恩根内郵便局
- アートヴィレッジ恩根内 - カフェ、ギャラリー、アトリエ（工房）、ドミトリーで構成される個人運営の施設[13]。カフェの壁には、地元在住の高齢者らの記憶を基に再現された、1950年（昭和25年）当時の恩根内地区のジオラマ風地図が飾られている。[14] [15]
- 天塩川
- 名士バス恩根内線「恩根内」停留所[16]
- 「不滅の零戦魂　柳谷謙治之碑」
  - 当地出身で、米軍による山本五十六暗殺事件（海軍甲事件）時に山本の護衛を務めていた旧帝国海軍のパイロット、柳谷謙治について記録された石碑[新聞 21]。

## 隣の駅
北海道旅客鉄道（JR北海道）
■宗谷本線（当駅廃止時点）
初野駅 (W55) - *紋穂内駅 (W56) - 恩根内駅 (W57) - （豊清水信号場） - 天塩川温泉駅 (W59)
*:打消線は廃駅